# عرب كهريز
عرب‌ كهريز هي قرية في مقاطعة مرند، إيران. عدد سكان هذه القرية هو 6 في سنة 2006.